# Amanuel Yohannes
Amanuel Yohannes Gamo (amh. አማኑኤል ዮሃንስ; ur. 14 marca 1999 w Addis Abebie) – etiopski piłkarz grający na pozycji ofensywnego pomocnika. Jest wychowankiem klubu Ethiopian Coffee SC.

## Kariera klubowa
Swoją karierę piłkarską Amanuel rozpoczął w klubie Ethiopian Coffee SC. W sezonie 2015/2016 zadebiutował w jego barwach w pierwszej lidze etiopskiej. W debiutanckim sezonie oraz w sezonie 2020/2021 wywalczył z nim dwa wicemistrzostwa Etiopii.

## Kariera reprezentacyjna
W reprezentacji Etiopii Amanuel zadebiutował 2 września 2018 roku w zremisowanym 1:1 towarzyskim meczu z Burundi rozegranym w Auasie. W 2022 roku został powołany do kadry na Puchar Narodów Afryki 2021. Rozegrał na nim trzy mecze grupowe: z Republiką Zielonego Przylądka (0:1), z Kamerunem (1:4) i z Burkiną Faso (1:1).